# Municipalité de Tepehuanes
Tepehuanes est une des 39 communes de l'État de Durango dans la Sierra Madre Occidentale au nord-ouest du Mexique, son chef-lieu est le village de Santa Catarina de Tepehuanes.
Le nom de la municipalité vient des indiens tepehuanes.

## Géographie
La municipalité de Tepehuanes se situe dans la zone nord-ouest de l'état de Durango au cœur de la Sierra Madre Occidentale. Sa superficie est de 6 401,50 km2, ce qui représente 5,95 % du territoire de l'État. C'est la cinquième municipalité la plus étendue de Durango.

## Démographie
La municipalité  de Tepehuanes a une population totale de 11 605 habitants, d'après le recensement de 2005 réalisé par l'Institut National de Statistique et Géographie, dont 5 660 sont des hommes et 5 945 sont des femmes.

### Localités
La municipalité a 253 localités dont les principales sont :
| Localité                     | Population |
| Totale                       | 11 605     |
| Santa Catarina de Tepehuanes | 4 951      |
| San José de la Boca          | 371        |
| La Purísima                  | 305        |
| Los Corrales                 | 243        |
| San Nicolás de Presidio      | 224        |
| Ciénega De Escobar           | 93         |

## Personnalités célèbres
- Norberto Rivera Carrera: cardinal et archevêque de Mexico. Primat du Mexique de 1995 à 2017. Il est né dans cette municipalité le 6 juin 1942[2].